# Zaguinho
Luis Roberto Alves dos Santos Gavranić, o Zaguinho (Cidade do México, 23 de maio de 1967) é um ex-futebolista mexicano, artilheiro da Copa Ouro da CONCACAF de 1993, com 12 gols.

## Biografia e carreira
Zaguinho é filho do jogador de futebol brasileiro José Alves, mais conhecido como Zague, também como "Lobo Solitario", que jogava no América do México. 
Inicialmente, seu sonho era tornar-se um corredor de Fórmula 1, tendo como ídolos Emerson Fittipaldi e Nelson Piquet. Aos 3 anos veio com o pai para o Brasil, onde cresceu e chegou a iniciar-se no futebol no Corinthians, equipe onde seu pai jogara e fora ídolo. Ali permaneceu nas categorias de base, até os 17 anos.
Em 1985, retornou ao México natal, com 18 anos, iniciando a carreira no América. Jogou também pelo Atlante e pelo Necaxa, onde encerrou a carreira futebolística em 2003, aos 36 anos.

## Seleção mexicana
Defendeu a Seleção Mexicana no Mundial dos Estados Unidos, em 1994. Disputou ainda a Copa América de 1993, disputada no Equador, onde foi vice-campeão. Na Copa Ouro da CONCACAF de 1993 foi campeão pelo selecionado mexicano, sendo este o único título oficial de Zaguinho por La Tri.
Sua partida de maior destaque deu-se contra a Martinica, nas eliminatórias da CONCACAF para a Copa dos Estados Unidos, quando marcou 7 gols.

## América
Zaguinho foi contratado pelo Club América do México em 1985, com apenas 18 anos. Estreou-se como profissional em 1º de novembro de 1985, jogando contra a Universidade de Guadalajara e marcou seu primeiro gol contra o Club Puebla, no Estádio Cuauhtémoc em 22 de dezembro de 1985.
Em suas duas passagens pelo America - de 1985 a 1996 e de 1997 a 1998, foi estabelecido um recorde de gols no clube. Ele é o maior artilheiro da história do clube, com 143 gols em torneios regulares, 19 em ligas, 16 na Copa do México e 12 em  Torneios da Concacaf; também ganhou 2 títulos da liga, 3 campeões da CONCACAF e uma Copa Interamericana.

## Necaxa
Após a sua saída do Atlante no final 99, parecia que estava prestes a aposentar-se, contudo Raúl Arias levou-o para o Club Necaxa no torneio de Inverno de 2000 onde permaneceu até ao Clausura 2003 Jogou 94 jogos pelo Necaxa e marcou 18 gols.